# Кендреа (Салаж)
Кендреа (рум. Chendrea) насеље је у Румунији у округу Салаж у општини Балан. Oпштина се налази на надморској висини од 223 m.

## Становништво
Према подацима из 2002. године у насељу је живело 886 становника, од којих су сви румунске националности.